# Ceratophrys aurita
Pour les articles homonymes, voir Bufo auritus.
Espèce
Synonymes
- Bufo auritus Raddi, 1823
- Rana macrocephala Wied-Neuwied, 1824
- Ceratophrys varius Wied-Neuwied, 1824
- Ceratophrys dorsata Wied-Neuwied, 1824
- Ceratophris clipeatus Cuvier, 1829

Statut de conservation UICN

 LC  : Préoccupation mineure
Ceratophrys aurita est une espèce d'amphibiens de la famille des Ceratophryidae.

## Répartition
Cette espèce est endémique du Sud-Est du Brésil. Elle se rencontre jusqu'à 1 000 m d'altitude :
- au Sud-Est de Bahia ;
- en Espírito Santo ;
- dans l'État de Rio de Janeiro ;
- dans l'Est du Minas Gerais ;
- dans l'est de l'État de São Paulo ;
- dans l'Est du Paraná ;
- dans l'Est de Santa Catarina ;
- dans le Nord-Est du Rio Grande do Sul.

## Publication originale
- Raddi, 1823 : Continuazione della descrizione dei rettili Brasiliani. Memorie di Matematica e di Fisica della Società Italiana delle Scienze residente in Modena, vol. 19, fasc. 1, p. 58-73 (texte intégral).